# Botica de la calle Mayor
La botica de la calle Mayor, también conocida como botica Picó, fue una farmacia de la ciudad española de Cartagena (Murcia), que se situó durante más de un siglo en lo que hoy es manzana de las calles Mayor, Medieras, Aire y plaza de San Sebastián, en pleno casco antiguo. Desde 2021 se conserva en la Facultad de Farmacia de la Universidad de Granada.

## Historia

### SiglosXIXyXX
El solar de la botica fue ocupado desde 1580 por un convento dominico consagrado a San Isidoro, hasta que el real decreto del 25 de julio de 1835 ordenó su puesta a la venta en el contexto de la inminente desamortización del presidente Juan Álvarez Mendizábal (1836). El terreno sería comprado por el padre de Benito Picó, de nombre desconocido, mientras que la iglesia adscrita al convento quedó como propiedad eclesiástica.
Para 1856, Benito Picó había hecho demoler el edificio y construir una botica para su hijo Eduardo Picó y Bres (1829-1902), quien el año anterior había obtenido el doctorado en Farmacia por la Universidad de Madrid. Eduardo Picó convirtió el establecimiento en un centro desde el que participaba activamente en cualquier emergencia sanitaria de la ciudad, además de dar cobijo a actividades artísticas, científicas y políticas. A nivel artístico sirvió de plataforma para el pintor Manuel Ussel de Guimbarda o el poeta José Martínez Monroy, mientras que en el campo político destacó que en la farmacia se formara la organización progresista llamada «Sociedad de los Burros», que llegó a sobrepasar los 500 tertulianos.
En la crisis final del reinado de Isabel II, la botica sirvió de lugar de encuentro para los conspiradores que pretendían derrocar a la Reina y su decadente régimen en lo que sería la Revolución de 1868, «La Gloriosa». Solía asistir con frecuencia el expresidente Salustiano Olózaga, y en menor medida también lo hicieron entre otros militares y políticos como Eugenio Gaminde, Lorenzo Milans del Bosch, Manuel Ruiz Zorrilla y Juan Prim, quien lo hizo disfrazado. En estas reuniones, los dirigentes insurrectos expusieron las ideas que más tarde confluirían en la redacción de la Constitución de 1869, aparte de decidirse quienes formarían la Junta Revolucionaria local.
La farmacia pasó el 1 de enero de 1875 a Simón Higinio Martí y Pagán, hijo de Simón Martí, quien fuera compañero de conspiraciones de Eduardo Picó. Con el fallecimiento de Simón en 1886 regresa a manos de Picó, que se haría cargo de ella hasta abril de 1902, cuando fallece y revierte la propiedad en su sobrino Agustín Malo de Molina y Picó. En 1922, la botica fue arrendada a Agustín Merck y Bañón, para pasar en 1932 a Manuel Malo de Molina. A su fallecimiento en 1971 fue administrada por su viuda hasta que esta la vendió a María Dolores Ros Bielsa, su última propietaria.

### sigloXXI
En 1998 los propietarios y la Asociación Massiena solicitaron la declaración como bien de interés cultural (BIC) de la farmacia Picó, obteniendo numerosos apoyos de profesores universitarios, personas del mundo de la cultura y ciudadanos. Se solicitó informe a organismos consultivos, y en junio de 1999 fue entregado el informe del Departamento de Historia del Arte de la Universidad de Murcia, favorable a la incoación del edificio del arquitecto Lorenzo Ros Costa y la botica en su interior. Un mes más tarde, en julio de 1999, los servicios técnicos autonómicos confeccionaron un documento de incoación con entorno de protección incluido, y comunicaron a los interesados la próxima resolución de incoación como BIC del conjunto compuesto por el inmueble y su interior. Sin embargo, el proceso se vio paralizado por la intervención del director general de Cultura Miguel Ángel Centenero, quien retuvo el documento según consta en una anotación del expediente DGC 292/98 que expone: «el expediente lo tiene el director general desde el día 13/09/1999 cuando se le pasó para su firma la incoación del edificio y el mobiliario de la farmacia». Por consiguiente, y pese a que en el expediente constaban informe de incoación técnico, un informe favorable de la Universidad de Murcia y numerosas adhesiones a la solicitud de protección, el trámite de incoación quedó incompleto y sin efecto.
A principios de la década de 2000, el edificio fue derribado debido a su estado ruinoso, encontrándose en sus cimientos restos de un pozo decimonónico, y tras una excavación más minuciosa, una domus romana de época imperial. La Federación de Asociaciones de Vecinos de Cartagena y Comarca intentó en 2004 convencer al gobierno autonómico para que invirtiese junto a la Hermandad Farmacéutica del Mediterráneo y los antiguos propietarios en la creación de un museo que expusiera la historia y el patrimonio de la botica, sin éxito.
En 2018, la familia propietaria ofreció al Ayuntamiento de Cartagena la donación del mobiliario de la farmacia, que fue aceptada mediante moción en el pleno municipal. Sin embargo, y ante la falta de actuaciones por parte del consistorio para cumplimentar aquella moción, la familia puso al año siguiente los enseres en venta a través de un portal en internet, en una decisión que hizo movilizarse a asociaciones patrimonialistas como Daphne, que consiguió convencer a sus titulares de aplicar una moratoria que permitiese al Ayuntamiento tomar posesión de los muebles.
Finalmente, los hermanos Peña terminaron donando la farmacia en 2021 a la Facultad de Farmacia de la Universidad de Granada como resultado de la imposibilidad del Ayuntamiento de Cartagena de hacerse cargo de la misma, pese al interés mostrado por la familia propietaria en que fuese conservada en la ciudad donde fue fundada. En aquella decisión fue determinante la incapacidad de dicha familia de mantenerla en la localización donde se encontraba mientras el consistorio cartagenero no acometiese ninguna acción que facilitara el cambio de propiedad. Entretanto, la Universidad de Granada mostró su voluntad de garantizar su conservación y exposición pública.